# Lake Barrington
Lake Barrington és una vila dels Estats Units a l'estat d'Illinois. Segons el cens del 2000 tenia 4.757 habitants.

## Demografia
Segons el cens del 2000, Lake Barrington tenia 4.757 habitants, 2.039 habitatges, i 1.455 famílies. La densitat de població era de 343,9 habitants/km².
Dels 2.039 habitatges en un 23,7% hi vivien nens de menys de 18 anys, en un 65,8% hi vivien parelles casades, en un 3,9% dones solteres, i en un 28,6% no eren unitats familiars. En el 25,6% dels habitatges hi vivien persones soles el 9,3% de les quals corresponia a persones de 65 anys o més que vivien soles. El nombre mitjà de persones vivint en cada habitatge era de 2,33 i el nombre mitjà de persones que vivien en cada família era de 2,8.
Per edats la població es repartia de la següent manera: un 20,4% tenia menys de 18 anys, un 3,5% entre 18 i 24, un 17,7% entre 25 i 44, un 40,4% de 45 a 60 i un 17,9% 65 anys o més.
L'edat mediana era de 49 anys. Per cada 100 dones de 18 o més anys hi havia 89 homes.
La renda mediana per habitatge era de 106.951 $ i la renda mediana per família de 122.473 $. Els homes tenien una renda mediana de 0 $ mentre que les dones 48.015 $. La renda per capita de la població era de 63.158 $. Aproximadament l'1,2% de les famílies i el 2% de la població estaven per davall del llindar de pobresa.

## Poblacions properes
El següent diagrama mostra les poblacions més properes.